# Немержанка
Немержанка (біл. Нямержанка) — річка в Пружанському районі Берестейської області і Свіслоцькому районі Гродненської області, ліва притока річки Нарва (басейн Західного Бугу). Довжина 8 км. Починається за 4 км на північний захід від села Попелеве Пружанського району, гирло за 2 км на північ від села Немерже Свіслоцького району. Тече по Біловезькій пущі. Каналізовано 3 км русла від витоку.